# ŽNK Rosa Brandis Travnik
ŽNK Travnik je bosanskohercegovački ženski nogometni klub iz grada Travnika u središnjoj Bosni. 

## Vanjske poveznice
- Facebook